# Elezioni parlamentari in Angola del 2017
Le elezioni parlamentari in Angola del 2017 si tennero il 23 agosto per il rinnovo dell'Assemblea nazionale.

## Risultati
| Liste                                                  | Voti      | %     | Seggi |
| ------------------------------------------------------ | --------- | ----- | ----- |
| Movimento Popolare di Liberazione dell'Angola          | 4 164 157 | 61,08 | 150   |
| Unione Nazionale per l'Indipendenza Totale dell'Angola | 1 818 903 | 26,68 | 51    |
| Convergenza Ampia di Salvezza dell'Angola              | 643 961   | 9,45  | 16    |
| Partito del Rinnovamento Sociale                       | 92 222    | 1,35  | 2     |
| Fronte Nazionale di Liberazione dell'Angola            | 63 658    | 0,93  | 1     |
| Alleanza Patriottica Nazionale                         | 34 976    | 0,51  | –     |
| Totale                                                 | 6 817 877 | 100   | 220   |